# Edit Ranow
Edit Maria Ranow, född 11 december 1897 i Södra Kedum i Skaraborgs län, död 24 mars 1983 i Stockholm, var en svensk målare.
Hon var från 1919 gift med civilingenjören Nils Artur Ranow. Hennes konst består av stilleben och landskap. Hon medverkade i samlingsutställningar arrangerade av Sveriges allmänna konstförening och Föreningen Svenska Konstnärinnor.